# Kozino (obwód wołogodzki)
Kozino (ros. Козино) – wieś w Rosji, w rejonie wołogodzkim obwodu wołogodzkiego. W 2010 r. liczyła 23 mieszkańców.